# 匡之战
匡之战，公元前504年（周敬王十六年，鲁定公六年，郑献公十年，卫灵公三十一年），鲁国攻打郑国的作战。
前504年，王子朝余党儋翩依仗郑国在王室作乱，郑国乘机攻取东周的冯地、滑地（今河南省偃师市缑氏镇）、胥靡（今河南省偃师市东）、负黍（今河南省登封市西南）、狐人（今河南省临颍县）、阙外（今河南省洛阳市洛龙区南）。二月，为讨伐郑国的攻打胥靡，晋国派鲁国发兵侵袭郑国，鲁定公夺取匡地（今河南省长垣县）。去的时候不向卫国借路；回军时，阳虎让季桓子、孟献子从卫国国都的南门进入，从东门出去，住在豚泽。卫灵公发怒，派弥子瑕前去追击。告老退休公叔文子劝阻了卫灵公。夏季，季桓子把郑国的俘虏献给晋国。因为这次战役，阳虎在匡作战，所以数年后，孔子周游列国路过匡地，被当地人认作阳虎，围困了几天。